# Ilisia occoecata
Ilisia occoecata är en tvåvingeart som beskrevs av Edwards 1936. Ilisia occoecata ingår i släktet Ilisia och familjen småharkrankar. Arten är reproducerande i Sverige. Inga underarter finns listade i Catalogue of Life.